# Речиця-об-Савині (община)
Община Речиця-об-Савині (словен. Občina Rečica ob Savinji) — одна з общин Словенії. Община була створена в 2006 році шляхом відділення від общини Мозирє Адміністративним центром є місто Речиця-об-Савині.

## Населення
У 2011 році в общині проживало 2295 осіб, 1167 чоловіків і 1128 жінок. Чисельність економічно активного населення (за місцем проживання), 951 осіб. Середня щомісячна чиста заробітна плата одного працівника (EUR), 726,46 (в середньому по Словенії 987,39). Приблизно кожен другий житель у громаді має автомобіль (47 автомобілі на 100 жителів). Середній вік жителів склав 42,0 роки (в середньому по Словенії 41,8).